# Ghyaru
Ghyaru (en népalais : घ्यारु) est un comité de développement villageois du Népal situé dans le district de Manang. Au recensement de 2011, il comptait 71 habitants.